# Айтбаев, Сыдыкалы
Сыдыкалы Айтбаев (кирг. Сыдыгалы Айтбаев; 1909, а. Кара-Cуу, Российская империя — 1986, а. Кара-Cуу, Кочкорский район, Нарынская область, Киргизская ССР, СССР) — советский киргизский хозяйственный, государственный и партийный деятель.

## Биография
Родился в 1909 году в ауле Кара-Cуу (ныне в составе Кочкорского района Нарынской области Кыргызстана). Член ВКП(б) с 1940.
С 1930 года — на хозяйственной, общественной и политической работе. В 1930—1977 гг. — агроном в Кочкорском районе, заместитель председателя исполнительного комитета Совета депутатов Кочкорского и Чаткальского районов, главный редактор комитета радио Совнаркома Киргизской ССР, директор Ак-Таласской МТС, заместитель начальника, начальник сельскохозяйственного отдела Тянь-Шаньского обкома партии, первый секретарь Чолпонского райкома ВКП(б), второй секретарь Тянь-Шаньского обкома партии, председатель Иссык-Кульского облисполкома, первый секретарь Иссык-Кульского областного комитета КП Киргизской ССР, председатель Тянь-Шаньского облисполкома, на руководящих должностях в Кочкорском районе.
Избирался депутатом Верховного Совета СССР 4-го созыва.
Умер в 1986 году в Кара-Суу.